# Porzellanfabrik Fraureuth

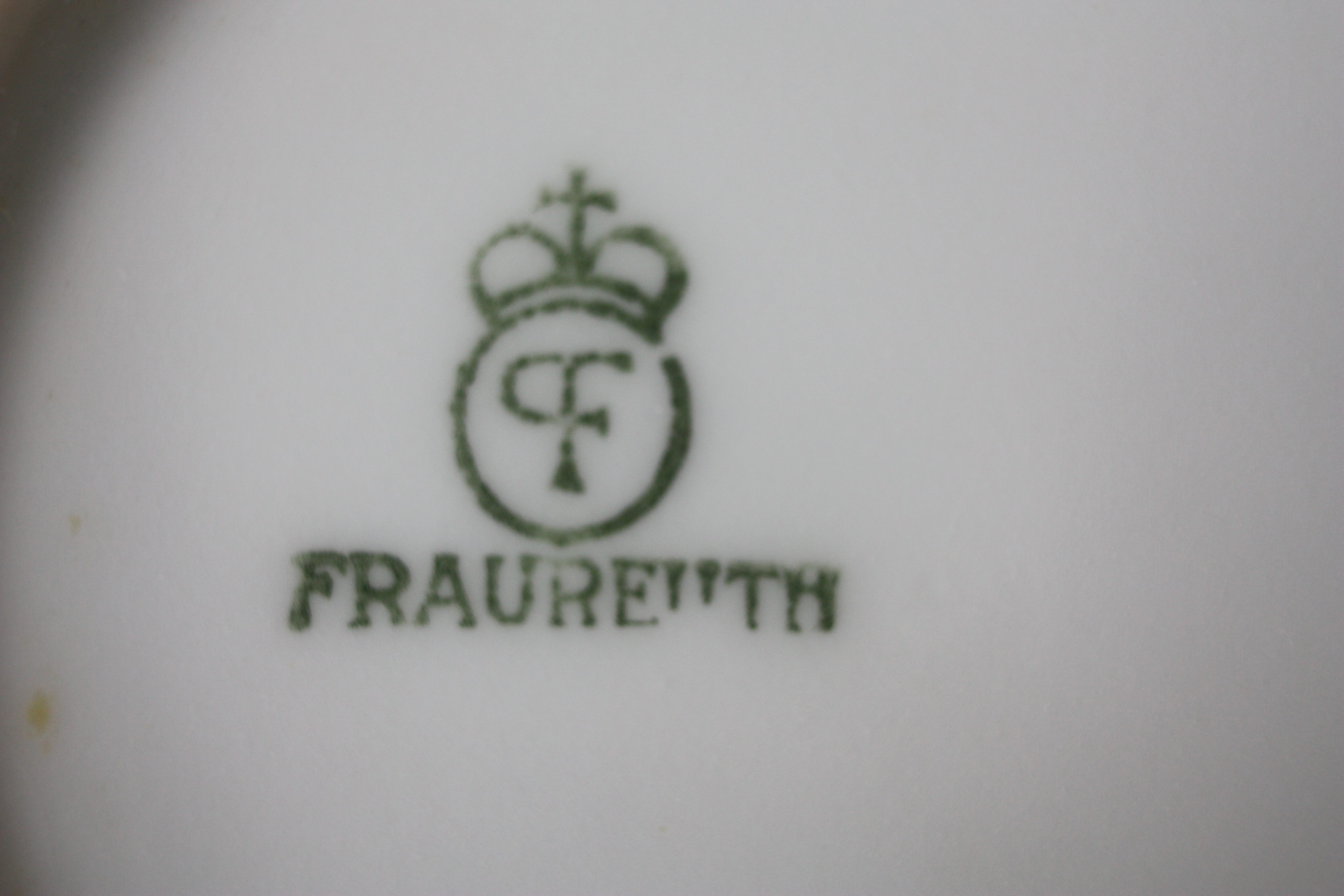
Porzellanmarke der Porzellanfabrik Fraureuth seit 1899

Die Porzellanfabrik Fraureuth in Fraureuth war ein Hersteller von Gebrauchs- und Zierporzellan. Sie produzierte von 1865 bis zu ihrem Konkurs 1926.
Im Jahr 1914 beschäftigte das Unternehmen ca. 1500 Mitarbeiter und war damit eine der größten Porzellanfabriken des Deutschen Reiches.

## Vorgeschichte
Georg Bruno Foedisch erbte von seinem Großvater Georg Beck die bis dahin gutgehende Wollhandlung mit Wollkämmerei. Er zeigte an der Weiterführung dieses Geschäfts jedoch kein Interesse. Sein Traum war die Herstellung von Porzellan, die er im böhmischen Klösterle an der Eger erlernt hatte. Nach seiner Rückkehr aus Klösterle gründet er zusammen mit seinem Cousin Arved von Römer (auch: Arwed), der aus Steinpleis war, in Fraureuth im Fürstentum Reuß älterer Linie die „Porzellanfabrik von Römer und Foedisch“.

## Firmengründung 1865 und folgende Entwicklung

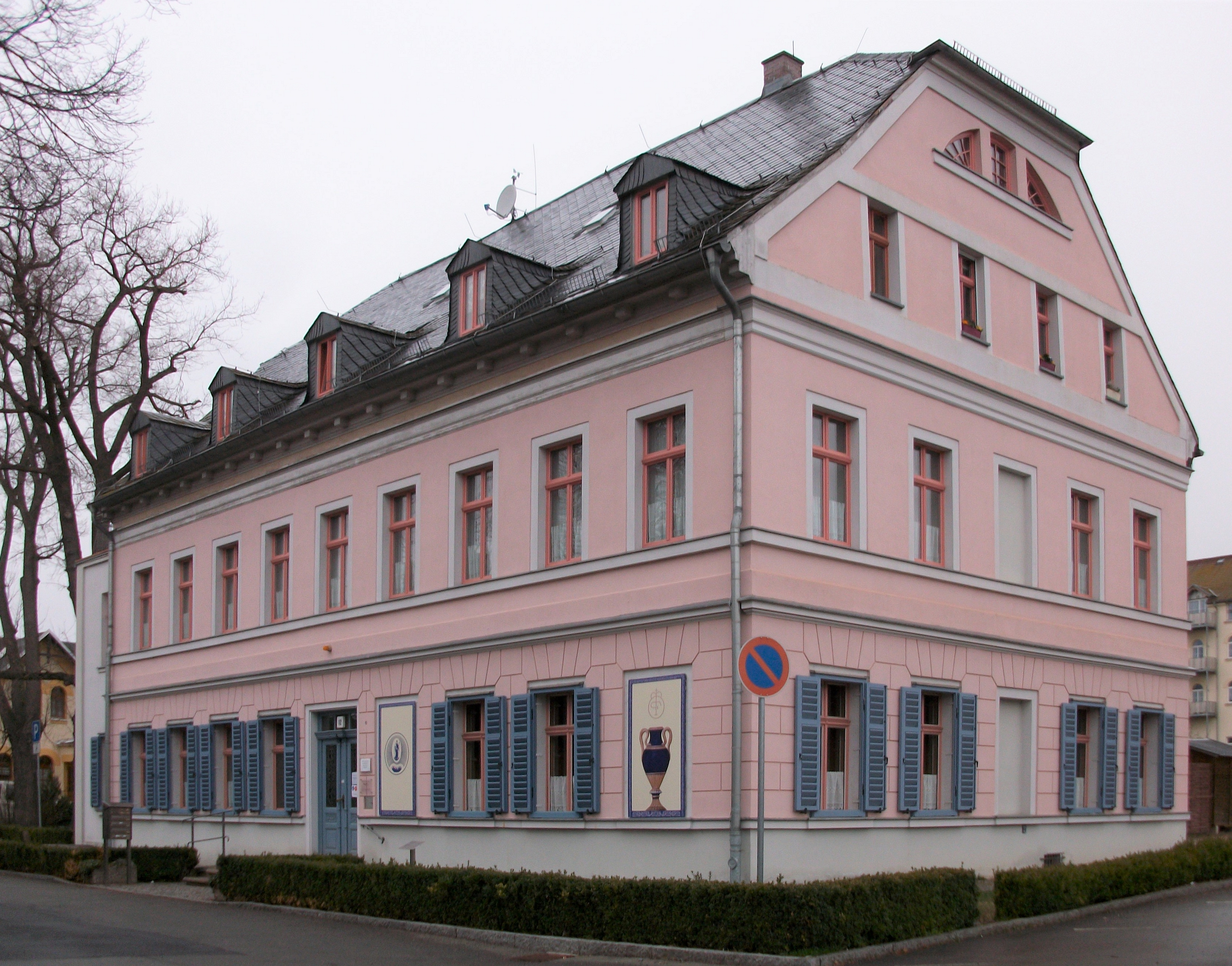
Herrenhaus der Porzellanfabrik Fraureuth

Im Jahr 1865 gründeten Georg Bruno Foedisch und Arved von Römer die Porzellanmanufaktur Römer & Foedisch in einer Wollkämmerei in Fraureuth. Die Anzahl der Beschäftigten belief sich 1867 auf 60 Personen; zwei Rundöfen waren in Betrieb. Zu der bereits bestehenden werkseigenen Kranken- und Begräbniskasse wurde 1877 eine Fabrik-Sparkasse zur Absicherung der Arbeiter gegründet.
In der Manufaktur arbeiteten im Jahre 1879 444 Beschäftigte. Das Porzellan Kobaltblau mit Gold erlangte auf der Internationalen Ausstellung in Sydney die Goldmedaille und in Leipzig den ersten Platz. 494 Arbeiter produzierte im Jahr 1880 eine breite Palette von Porzellanerzeugnissen. Eine Unfallversicherung wurde eingeführt. Die Produkte erhielten 1881 in Brasilien bei einer internationalen Ausstellung eine Goldmedaille. Bis zum Jahr 1882 war die Zahl der Arbeiteranzahl auf 544 gestiegen. 1883 erhielt das Unternehmen eine Auszeichnung der Produkte mit einer Silbermedaille in Amsterdam.
Der Firmengründer Bruno Foedisch starb 1885 mit 45 Jahren. In der Porzellanfabrik arbeiteten zu dieser Zeit 600 Personen. 1888 kam es zur Auszeichnung der Produkte bei der deutschen Kunstgewerbeausstellung in München mit dem ersten Preis. Von 1888 bis 1892 war Max Ludloff Direktor der Porzellanfabrik.

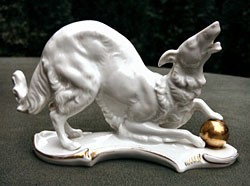
Barsoi

Die Porzellanfabrik Römer & Foedisch änderte ihren offiziellen Namen 1891 in Porzellanfabrik Fraureuth AG. 1891 erfolgte eine Auszeichnung der Produkte in Dresden mit einer Silbermedaille. 1892 wurde erstmals ein Verlust in den Bilanzen verzeichnet. Es wurde in neue Geschirrformen investiert. 1895 konnte der Gewinn wieder gesteigert werden. Die Porzellanfabrik zählte 1896 zu den größten Porzellanherstellern in Deutschland mit 8,5 ha Fabrikgelände, 9 Rundöfen mit je 60 m³, 18 Muffelöfen und 200 Porzellanmalern.

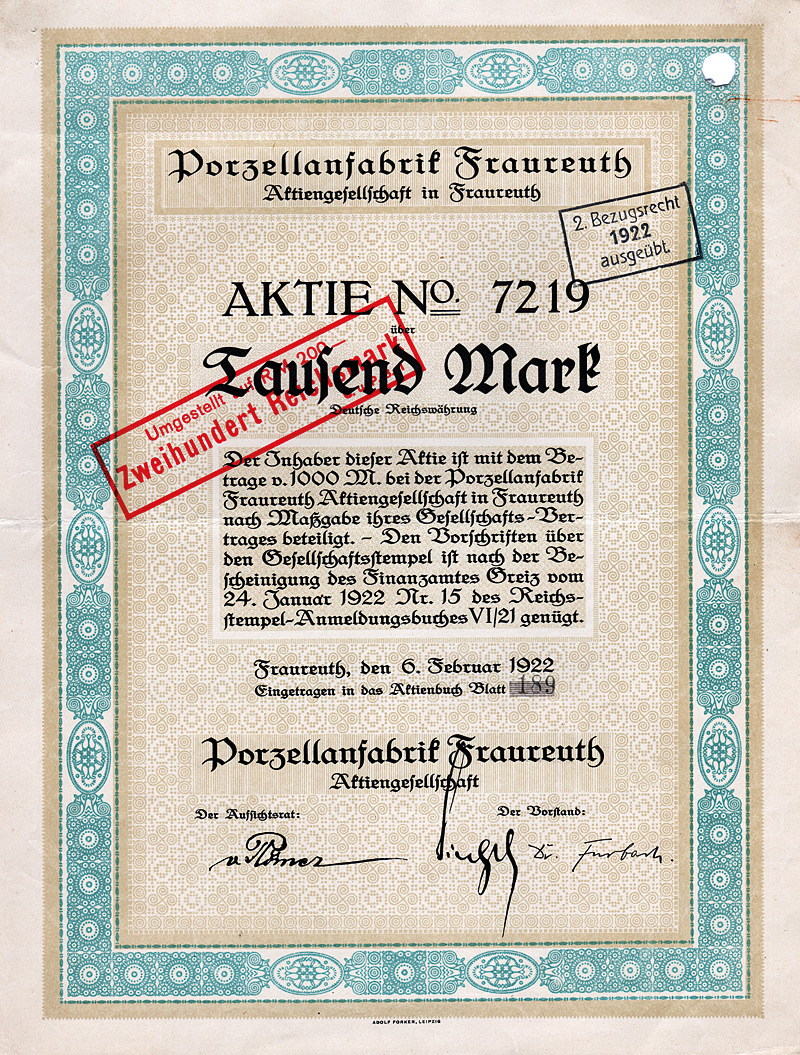
Aktie über 1000 Mark der Porzellanfabrik Fraureuth AG vom 6. Februar 1922

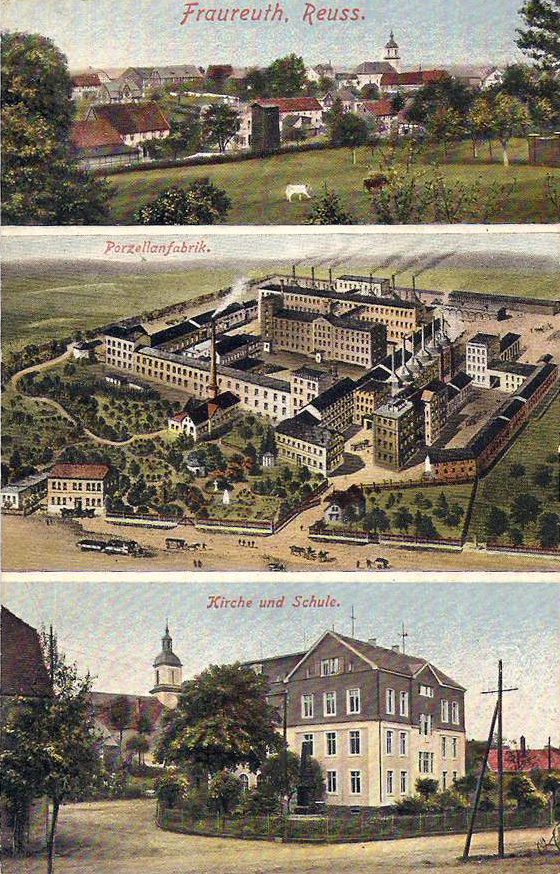
Historische Ansicht der Porzellanfabrik auf einer Postkarte; von der abgebildeten Porzellanfabrik blieben (u.a?) die beiden alleinstehenden Gebäude im ehemaligen Fabrikhof und das Verwaltungsgebäude/„Herrenhaus“ (hier neben dem weißen Pavillon) erhalten. (Stand: 2024)

1899 folgte die Ablösung der Alten Marke (lateinisches „F“ im Kreis) gegen das Spiegelmonogramm „PF“ im Kreis unter dem Fürstenhut. 1906 bekam das Unternehmen eine Auszeichnung bei der Kunst- und Gewerbeausstellung in Zwickau mit Gold. Durch den anhaltenden Preisdruck wurden 1909 im Thüringer Raum zunehmend minderwertiges Porzellan und Plagiate gefertigt. Der Ruf des Thüringer Porzellans leidet. 1910 erfolgte ein Export der Fraureuth AG u. a. nach Frankreich, England, Amerika, Australien, China, Südafrika und Ostindien. Es sind noch 450 Arbeiter beschäftigt. 1914 war die Schließung eines Vertrages mit der Nationalstiftung für die Hinterbliebenen der im Kriege Gefallenen. 1915 kam es zur Gründung der Kunstabteilung. 1916 gab es den höchsten Gewinn der Fraureuth AG.
Die Palette der Erzeugnisse war umfangreich. Wirtschaftliche Schwierigkeiten der damaligen Zeit hat die Firma unbeschädigt überstanden. Die Zeit während und nach dem Ersten Weltkrieg brachte für die Fraureuth AG die Blütezeiten der Unternehmensgeschichte. 1917 wurde in Dresden eine Porzellanmalerei errichtet. Hier wird Porzellan mit Blumen-, Watteau- und Goldmalerei verziert. Ferner wurde dort Rot-, Gelb- sowie Kobaltfond und Emailmalerei aufgetragen. Auch in Lichte (Wallendorf, Obere Str.) wird eine firmeneigene Porzellanmalerei eingerichtet, in der Galeriebildkopien auf Porzellan übertragen werden. Das Gebäude brennt 1915 ab, und die Malerei wird aufgelöst. Die Beschäftigten, hochspezialisierte Porzellanmaler, übersiedeln nach Fraureuth oder verbleiben in Lichte und wechseln zur Wallendorfer Porzellanmanufaktur bzw. zu Lichte Porzellan.

## Aufstieg und steigende Nachfrage
Die Fraureuth AG reagierte auf die steigende Nachfrage der Nachkriegszeit an figürlichem Porzellan und Zierartikeln im Jahre 1919 mit dem Erwerb der 1764 gegründeten traditionsreichen Porzellanmanufaktur Wallendorfer Porzellan in Lichte, welche 1915 als Kämpfe & Heubach AG aufgelöst wurde. In Lichte wird die firmeneigene Kunstabteilung eingerichtet.

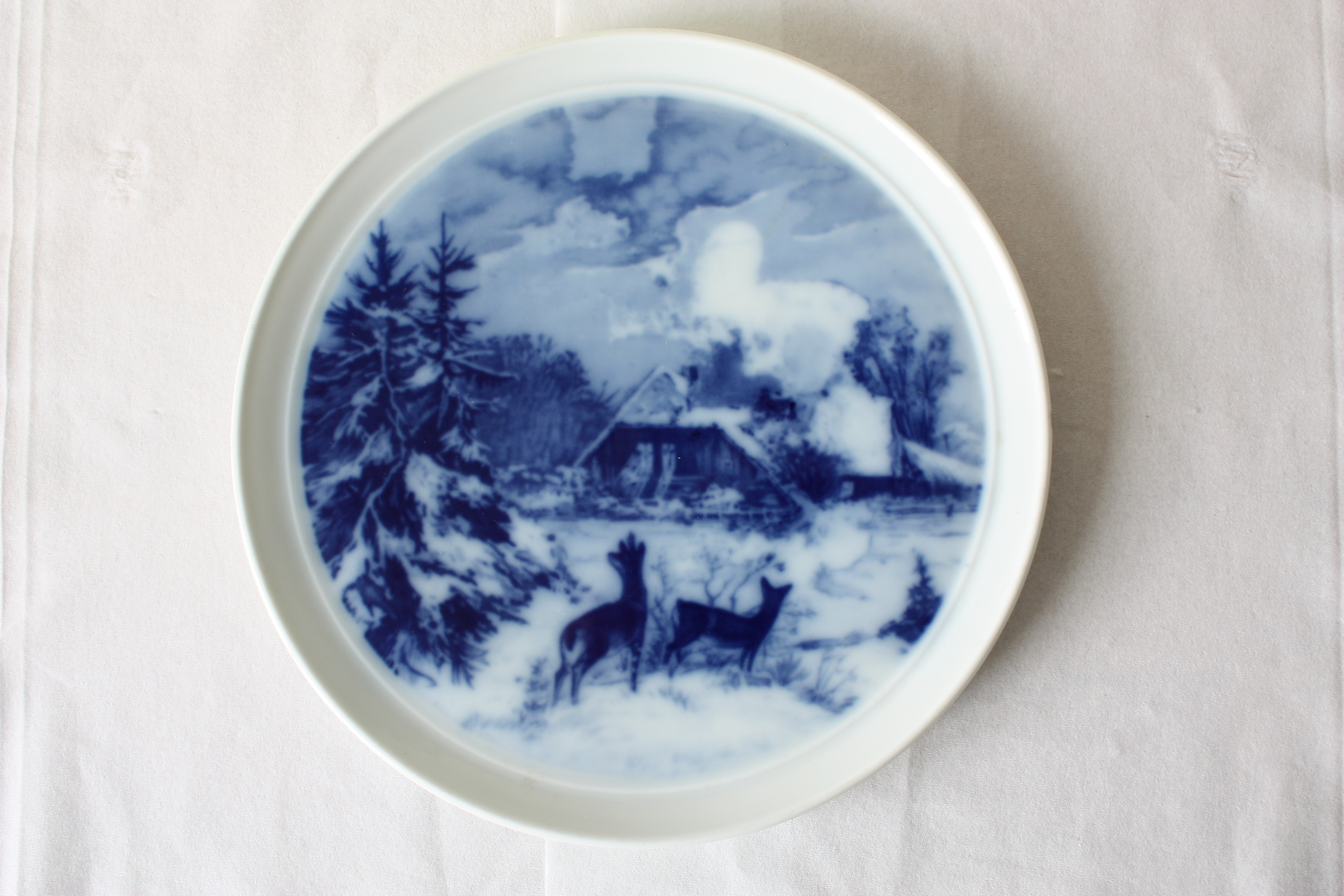
Weihnachtsteller (um 1920)

Eine Zweigniederlassung der Fraureuth AG wurde 1920 in Gräfenthal gegründet. 1921 wurden elektrische Tischlampen und Parfümverdampfer in das Programm aufgenommen. Die Porzellanmalerei in Dresden wurde erweitert. – Insgesamt beschäftigte das Unternehmen zu Beginn der 1920er Jahre ca. 1200 Arbeiter und 300 Beamte.

## Niedergang bis 1934
Die Produktion in Fraureuth wurde 1923 erweitert. Die neuen Tunnelöfen waren jedoch nicht ausgereift und produzierten überwiegend Ausschussware. Letztlich waren die hohen Investitionen in eine zukunftweisende, jedoch noch nicht ausgereifte Technik der Porzellanherstellung und die hieraus resultierenden hohen Produktionsausfälle dafür verantwortlich, dass die Firma binnen weniger Jahre nur noch Verluste machte: 1924 wies die Bilanz 1,55 Millionen Reichsmark Verlust auf. 1925 kam es zur Pfändung u. a. des Musterlagers in Berlin wegen Steuerschulden. Mit der Eröffnung des Konkurses am 15. Juli 1926 endete die Geschichte des Unternehmens, und am 9. Oktober 1934 wurde es aus dem Handelsregister gelöscht.
1927 erfolgte zwar noch eine Neugründung der Fraureuther Porzellanfabrik Aktiengesellschaft, eine Produktion wurde jedoch nie aufgenommen. Obwohl noch bis in die 1950er Jahre von verschiedenen Porzellanfabriken mit Zusätzen wie Fraureuth oder Modell Fraureuth geworben wurde, geriet die Porzellanfabrik Fraureuth in den folgenden Jahrzehnten in Vergessenheit.
Heute befindet sich auf dem Firmengelände der ehemaligen Porzellanfabrik die Spindel- und Lagerungstechnik Fraureuth GmbH, ein international agierender Hersteller von Wälzlagern. Zwei Museen erinnern noch an die Firmengeschichte.

## Unternehmensstruktur
| Porzellanfabrik in Fraureuth            | 1866–1926 |
| Porzellanmalerei in Lichte (Wallendorf) | 1917–1926 |
| Porzellanmalerei in Dresden             | 1917–1926 |
| Kunstabteilung in Lichte (Wallendorf)   | 1919–1926 |

In der Porzellanmalerei in Dresden wurde ab ca. 1917 Geschirr von Hand dekoriert. Hier entstanden die Alt-Meißner und Alt-Wiener Blumen, Watteaumalerei sowie Landschaften und Tiermotive. Außerdem wurde hier Gold- und Emailreliefmalerei auf Ziergegenständen wie u. a. Dosen oder Vasen ausgeführt.

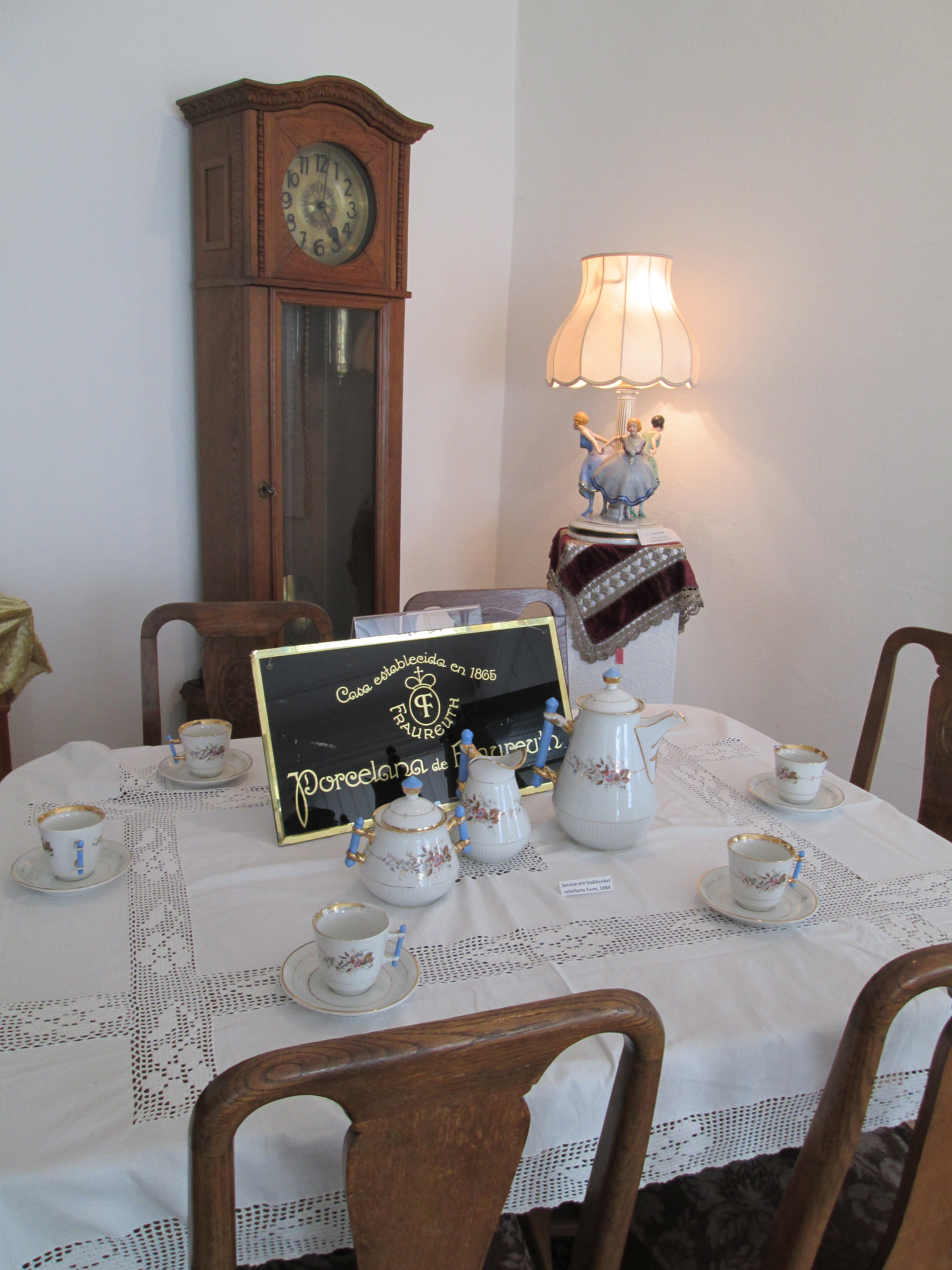
Ausstellung von Fraureuther Porzellan im Werdauer Heimatmuseum

In der Porzellanmalerei in Lichte (Thüringen) wurden ab 1917 Vasen, Dosen und Porzellanplatten mit Galeriekopien verziert. Seitens der ortsansässigen Porzellanmanufakturen standen hierfür hochqualifizierte Porzellanmaler zur Verfügung.

## Museum
Das Museum für Fraureuther Porzellan befindet sich im „Herrenhaus“ (Verwaltungsgebäude) der ehemaligen Porzellanfabrik in Fraureuth. In der Regel kann man die Ausstellung jeden Sonntag besichtigen. Heute beherbergt es u. a. eine bedeutende Sammlung von Produkten der Porzellanfabrik Fraureuth. Neben hunderten Porzellangegenständen wird hier auch ein Werbefilm aus der Zeit des Kaiserreiches, gedreht in hiesiger Porzellanfabrik, den Museumsbesuchern gezeigt (Stand: 2024). (Dieser Film blieb nur zufällig erhalten, da Kinder ihn von einer Müllhalde mit nach Hause brachten.) Außerdem sind das „Glowatzki -Zimmer“, das Bauamt der Gemeinde Fraureuth und der Heimatverein hier untergebracht.
Eine weitere nennenswerte Ausstellung zum Fraureuther Porzellan befindet sich im Stadt- und Dampfmaschinenmuseum Werdau (siehe Bild).